# نور کیانک
نور کیانک (به ارمنی: Նոր կյանք) یک شهرک در ارمنستان است که در استان شیراک واقع شده‌است.  در  کیلومتری شمال گیومری، مرکز استان شیراک واقع شده است.

## خصوصیات
نور کیانک ۱٬۳۴۹ نفر جمعیت دارد و در ارتفاع  متر بالاتر از سطح دریا قرار گرفته است.

## نگارخانه

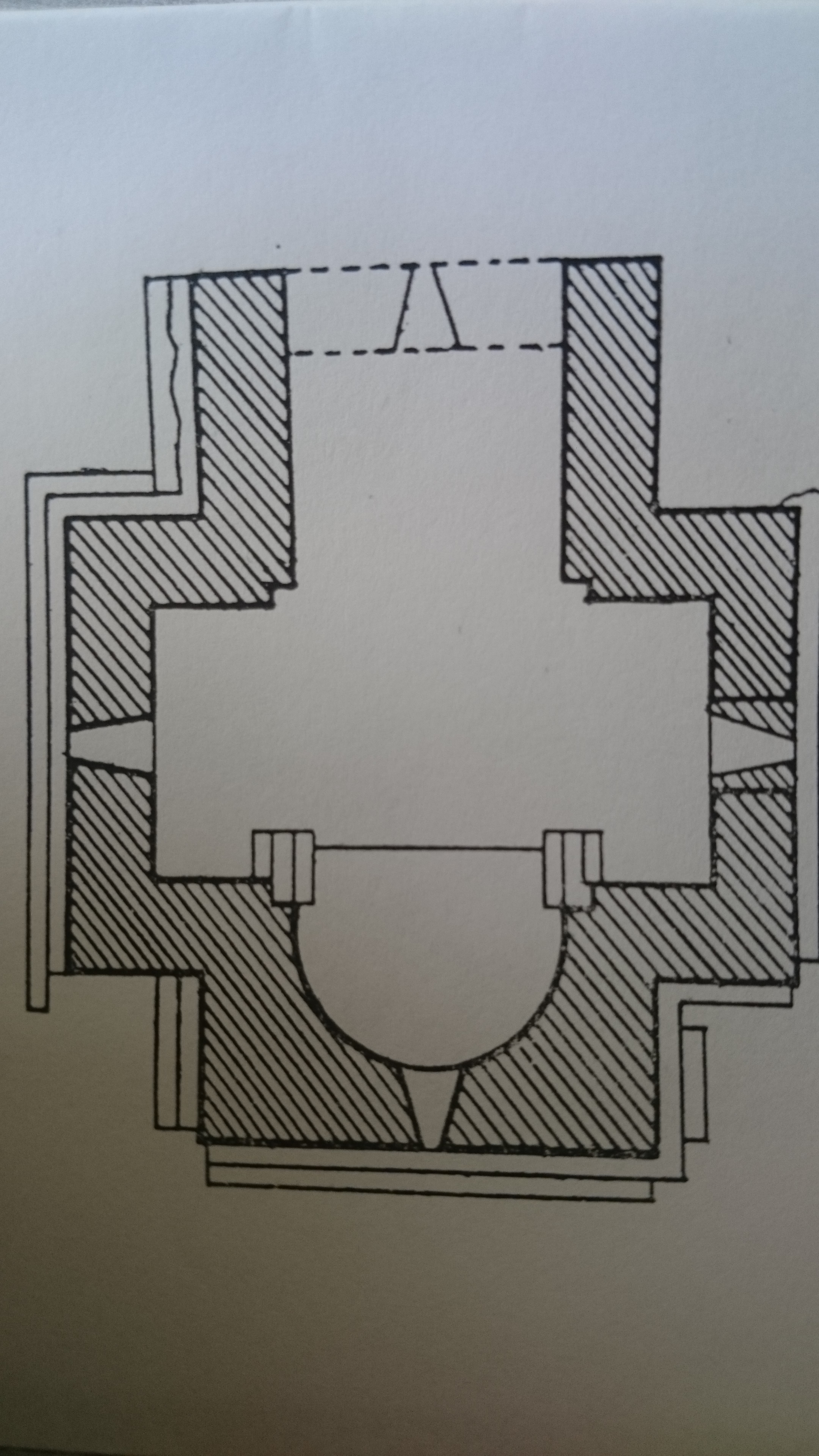
پلان کلیسای گریگور لوساوریچ
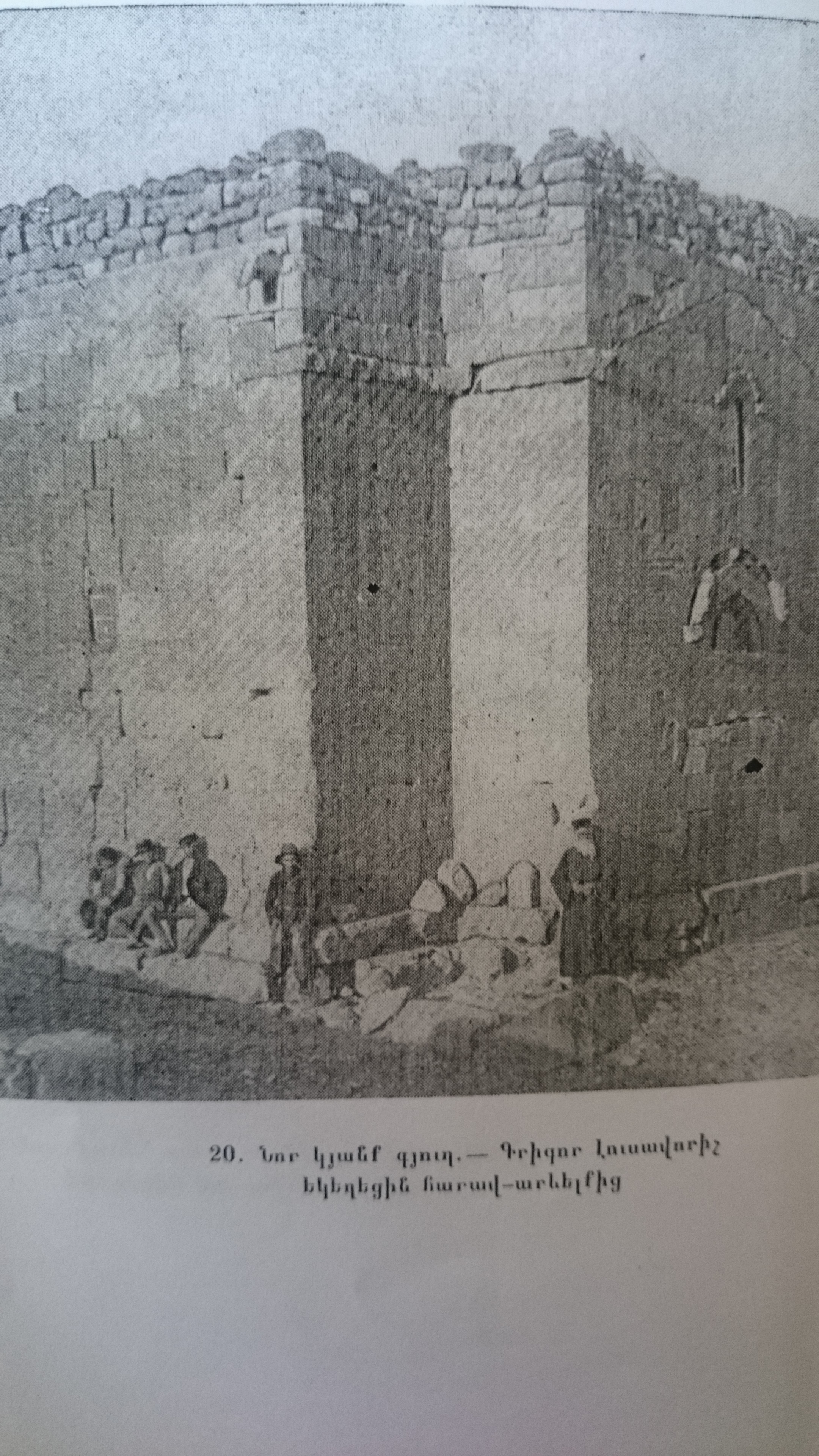
کلیسای گریگور لوساوریچ